# Arroyo Maletas Chico
Der Arroyo Maletas Chico ist ein Fluss in Uruguay.
Er entspringt auf dem Gebiet des Departamento Río Negro einige Kilometer südlich der Stadt Nuevo Berlín. Von dort fließt er in östliche Richtung. Er mündet rechtsseitig in den Arroyo Maletas.